# أكوابارك الكويت
أكوابارك الكويت هي أول مدينة مائية تم تأسيسها في منطقة الخليج العربي، تقع في مدينة الكويت، وتم افتتاحها في 19 أغسطس 1995 بواسطة شركة المشروعات السياحية، حيث تقع على شارع الخليج العربي بالقرب من أبراج الكويت.